# Dario Cologna
Dario Alonzo Cologna (Santa Maria Val Müstair (Graubünden), 11 maart 1986) is een Zwitserse langlaufer, hij is viervoudig olympisch kampioen.

## Carrière
Cologna maakte in het seizoen 2006/2007 zijn debuut in de wereldbeker, bij een achtervolgingswedstrijd in Falun behaalde hij door middel van een 25e plaats zijn eerste wereldbekerpunten. In het seizoen 2007/2008 behaalde hij in Rybinsk, met een achtste plaats, zijn eerste top-tien notering. Aan het eind van seizoen behaalde hij in Bormio het beste resultaat in zijn carrière, een vierde plaats in de proloog van de wereldbekerfinale. In de eerste zes wedstrijden van het seizoen 2008/2009 haalde Cologna als enige bij elke wedstrijd wereldbekerpunten. In La Clusaz eindigde hij voor het eerst op het podium, zilver op de 30 kilometer vrije stijl. In januari 2009 won de Zwitser de Tour de ski 2008/2009 en behaalde daarmee zijn eerste wereldbekerzege. Op de Wereldkampioenschappen langlaufen 2009 in Liberec eindigde Cologna als vierde op de sprint, als zesde op de 15 kilometer klassiek en als eenenveertigste op de 30 kilometer achtervolging. Samen met Curdin Perl, Remo Fischer en Toni Livers eindigde hij als zevende op de 4x10 kilometer estafette. Tijdens de wereldbekerfinale in Falun won hij zowel de 20 kilometer achtervolging als het klassement. Cologna werd daardoor de eerste Zwitserse winnaar van de wereldbeker en de jongste winnaar in 25 jaar. Tijdens de Olympische Winterspelen 2010 in Vancouver veroverde de Zwitser de gouden medaille op de 15 kilometer vrije stijl. Daarnaast eindigde hij als tiende op de 50 kilometer klassieke stijl en als dertiende op de 30 kilometer achtervolging. Op de 4x10 kilometer estafette eindigde hij samen met Toni Livers, Curdin Perl en Remo Fischer op de tiende plaats, samen met Eligius Tambornino eindigde hij als elfde op de teamsprint.
In Oslo nam hij deel aan de wereldkampioenschappen langlaufen 2011. Op dit toernooi eindigde hij als negende op de sprint, als twintigste op de 50 kilometer vrije stijl, als 24e op de 30 kilometer achtervolging en als 25e op de 15 kilometer vrije stijl. Op de 4x10 kilometer estafette eindigde hij samen met Toni Livers, Remo Fischer en Curdin Perl op de negende plaats. In de seizoenen 2010/2011 en 2011/2012 greep hij de eindzege in de algemene wereldbeker. Op de wereldkampioenschappen langlaufen 2013 in Val di Fiemme werd Cologna wereldkampioen op de 30 kilometer skiatlon, daarnaast behaalde hij de zilveren medaille op de 50 kilometer klassieke stijl en eindigde hij als achtste op de 15 kilometer vrije stijl. Samen met Curdin Perl, Toni Livers en Remo Fischer eindigde hij als zesde op de 4x10 kilometer estafette. Tijdens de Olympische Winterspelen in Sotsji sleepte de Zwitser de gouden medaille in de wacht op zowel de 15 kilometer klassieke stijl als de 30 kilometer skiatlon, daarnaast eindigde hij als 25e op de 50 kilometer vrije stijl en als 26e op sprint. Op de teamsprint eindigde hij samen met zijn broer, Gianluca, op de vierde plaats.
In Falun nam Cologna deel aan de wereldkampioenschappen langlaufen 2015. Op dit toernooi veroverde hij de zilveren medaille op de 30 kilometer skiatlon, daarnaast eindigde hij als zesde op de 50 kilometer klassieke stijl en als achttiende op de 15 kilometer vrije stijl. Samen met Üli Schnider, Jonas Baumann en Toni Livers eindigde hij als vijfde op de 4x10 kilometer estafette. In het seizoen 2014/2015 pakte de Zwitser voor de vierde maal de eindzege in het algemene wereldbekerklassement. Op de wereldkampioenschappen langlaufen 2017 in Lahti eindigde hij als zevende op de 50 kilometer vrije stijl, op de estafette eindigde hij samen met Jason Rüesch, Jonas Baumann en Curdin Perl op de vierde plaats. Tijdens de Olympische Winterspelen van 2018 in Pyeongchang werd Cologna olympisch kampioen op de 15 kilometer vrije stijl, daarnaast eindigde hij als zesde op de 30 kilometer skiatlon en als negende op de 50 kilometer klassieke stijl. Samen met Roman Furger eindigde hij als elfde op de teamsprint, op de estafette eindigde hij samen met Jonas Baumann, Toni Livers en Roman Furger op de elfde plaats.
In Seefeld nam de Zwitser deel aan de wereldkampioenschappen langlaufen 2019. Op dit toernooi eindigde hij als zesde op de 15 kilometer klassieke stijl, als zevende op de 50 kilometer vrije stijl en als veertiende op de 30 kilometer skiatlon. Samen met Üli Schnider, Jonas Baumann en Toni Livers eindigde hij als achtste op de estafette. Op de wereldkampioenschappen langlaufen 2021 in Oberstdorf eindigde Cologna als negende op de 50 kilometer klassieke stijl, als tiende op de 30 kilometer skiatlon en als dertiende op de 15 kilometer vrije stijl. Op de estafette eindigde hij samen met Beda Klee, Jason Rüesch en Roman Furger op de vijfde plaats.

## Resultaten

### Olympische Winterspelen
| Jaar | Plaats      | Resultaten |
| ---- | ----------- | --- |
| 2010 | Vancouver   | 15 km vrije stijl · 13e 30 km achtervolging · 10e 50 km klassieke stijl · 11e Teamsprint (vrije stijl) · 10e 4x10 km estafette |
| 2014 | Sotsji      | 26e Sprint (vrije stijl) · 15 km klassieke stijl · 30 km skiatlon · 25e 50 km vrije stijl · 4e Teamsprint (klassieke stijl)    |
| 2018 | Pyeongchang | 15 km vrije stijl · 6e 30 km skiatlon · 9e 50 km klassieke stijl · 11e Teamsprint (vrije stijl) · 11e 4×10 km estafette        |

### Wereldkampioenschappen
| Jaar | Plaats        | Resultaten |
| ---- | ------------- | --- |
| 2009 | Liberec       | 4e Sprint (vrije stijl) 6e 15 km klassieke stijl 41e 30 km achtervolging 7e 4x10 km estafette                        |
| 2011 | Oslo          | 9e Sprint (vrije stijl) 25e 15 km klassieke stijl 24e 30 km achtervolging 20e 50 km vrije stijl 9e 4x10 km estafette |
| 2013 | Val di Fiemme | 8e 15 km vrije stijl · 30 km skiatlon · 50 km klassieke stijl · 6e 4x10 km estafette                                 |
| 2015 | Falun         | 18e 15 km vrije stijl · 30 km skiatlon · 6e 50 km klassieke stijl · 5e 4x10 km estafette                             |
| 2017 | Lahti         | 7e 50 km vrije stijl 4e 4x10 km estafette                                                                            |
| 2019 | Seefeld       | 6e 15 km klassieke stijl 14e 30 km skiatlon 7e 50 km vrije stijl 8e 4×10 km estafette                                |
| 2021 | Oberstdorf    | 13e 15 km vrije stijl 10e 30 km skiatlon 9e 50 km klassieke stijl 5e 4×10 km estafette                               |

### Wereldbeker
Eindklasseringen
| Seizoen   | Algm   | DI     | SP  | TdS    |
| --------- | ------ | ------ | --- | ------ |
| 2006/2007 | 145e   | 94e    | -   | -      |
| 2007/2008 | 37e    | 35e    | 37e | 30e    |
| 2008/2009 | Goud   | Zilver | 9e  | Goud   |
| 2009/2010 | 4e     | 4e     | 13e | Brons  |
| 2010/2011 | Goud   | Goud   | 12e | Goud   |
| 2011/2012 | Goud   | Goud   | 6e  | Goud   |
| 2012/2013 | Brons  | Zilver | 9e  | Zilver |
| 2013/2014 | 67e    | 49e    | -   | -      |
| 2014/2015 | Goud   | Goud   | 64e | 4e     |
| 2015/2016 | 23e    | 20e    | 42e | DNF    |
| 2016/2017 | 7e     | 9e     | 54e | Brons  |
| 2017/2018 | Zilver | Goud   | 38e | Goud   |
| 2018/2019 | 23e    | 19e    | 69e | DNF    |
| 2019/2020 | 10e    | 9e     | 89e | 7e     |
| 2020/2021 | 11e    | 9e     | 46e | 8e     |

Wereldbekerzeges
| Nr. | Datum            | Plaats                | Onderdeel                             |
| --- | ---------------- | --------------------- | ------------------------------------- |
| 1.  | 28 december 2008 | Oberhof               | 15 km klassieke stijl (handicapstart) |
| 2.  | 4 januari 2009   | Tour de Ski 2008/2009 | Tour de Ski 2008/2009                 |
| 3.  | 21 maart 2009    | Falun                 | 20 km achtervolging                   |
| 4.  | 23 maart 2009    | Falun                 | Wereldbekerfinale                     |
| 5.  | 19 maart 2010    | Falun                 | 3,3 km klassieke stijl                |
| 6.  | 27 november 2010 | Kuusamo               | 10 km klassieke stijl                 |
| 7.  | 1 januari 2011   | Oberhof               | 15 km klassieke stijl (handicapstart) |
| 8.  | 6 januari 2011   | Cortina-Toblach       | 35 km vrije stijl (handicapstart)     |
| 9.  | 9 januari 2011   | Tour de Ski 2010/2011 | Tour de Ski 2010/2011                 |
| 10. | 12 maart 2011    | Lahti                 | 20 km achtervolging                   |
| 11. | 5 januari 2012   | Toblach               | 35 km vrije stijl (handicapstart)     |
| 12. | 8 januari 2012   | Tour de Ski 2011/2012 | Tour de Ski 2011/2012                 |
| 13. | 21 januari 2012  | Otepää                | Sprint (klassieke stijl)              |
| 14. | 22 januari 2012  | Otepää                | 15 km klassieke stijl                 |
| 15. | 3 maart 2012     | Lahti                 | 30 km skiatlon                        |
| 16. | 17 maart 2012    | Falun                 | 15 km klassieke stijl (massastart)    |
| 17. | 18 maart 2012    | Falun                 | Wereldbekerfinale                     |
| 18. | 2 februari 2013  | Sotsji                | 30 km skiatlon                        |
| 19. | 3 januari 2014   | Oberstdorf            | 4 km vrije stijl                      |
| 20. | 23 januari 2015  | Rybinsk               | 15 km vrije stijl                     |
| 21. | 31 december 2017 | Lenzerheide           | 15 km klassieke stijl                 |
| 22. | 1 januari 2018   | Lenzerheide           | 15 km vrije stijl (handicapstart)     |
| 23. | 7 januari 2018   | Tour de Ski 2017/2018 | Tour de Ski 2017/2018                 |
| 24. | 28 januari 2018  | Seefeld               | 15 km vrije stijl                     |
| 25. | 10 maart 2018    | Oslo                  | 50 km vrije stijl (massastart)        |

### Marathons
Worldloppet Cup zeges
| Nr. | Datum         | Plaats         | Marathon            | Onderdeel                      |
| --- | ------------- | -------------- | ------------------- | ------------------------------ |
| 1.  | 11 maart 2007 | Maloja-S-chanf | Engadin Skimarathon | 42 km vrije stijl (massastart) |
| 2.  | 14 maart 2010 | Maloja-S-chanf | Engadin Skimarathon | 42 km vrije stijl (massastart) |
| 3.  | 12 maart 2017 | Maloja-S-chanf | Engadin Skimarathon | 42 km vrije stijl (massastart) |

Ski Classics zeges
| Nr. | Datum         | Plaats         | Marathon            | Onderdeel                      |
| --- | ------------- | -------------- | ------------------- | ------------------------------ |
| 1.  | 10 maart 2019 | Maloja-S-chanf | Engadin Skimarathon | 42 km vrije stijl (massastart) |

Overige marathonzeges
| Nr. | Datum            | Plaats         | Marathon        | Onderdeel                      |
| --- | ---------------- | -------------- | --------------- | ------------------------------ |
| 1.  | 24 april 2009    | Finse–Ustaoset | Skarverennet    | 37 km vrije stijl (massastart) |
| 2.  | 27 februari 2016 | Ulrichen       | Gommerlauf      | 42 km vrije stijl (massastart) |
| 3.  | 9 april 2016     | Bruksvallarna  | Fjälltopploppet | 35 km vrije stijl (massastart) |
| 4.  | 8 april 2017     | Bruksvallarna  | Fjälltopploppet | 35 km vrije stijl (massastart) |